# Дивизиа, Франсуа
Франсуа Дивизиа (фр.  François Jean Marie Divisia; 21 октября 1889 год, Тизи-Узу, Французский Алжир — 6 февраля 1964 год, Париж) — французский экономист, профессор экономики, специалист по монетаристской теории и эконометрики, президент Эконометрического общества в 1935 году.

## Биография
Франсуа Жан Мари родился 21 октября 1889 года в городе Тизи-Узу, Французский Алжир, в семье французских колонистов отца Мариуса Франсуа Дивизиа и матери Марии Жозефины Бартхет. Его дед по матери был старшим поселенцем этого города. В 1909 году с отличием окончил лицей в Алжире.
В 1909 году поступил в Высшую школу при Политехнической школе в Париже. В 1910 году, закончив Политехническую школу в Париже, поступил в октябре 1910 года в Национальную школу мостов и дорог, где у него был научный руководитель профессор Клеман Колсон (1853—1939).
В августе 1914 года Дивизиа прерывал своё обучение, был мобилизован в ряды французской армии в годы Первой мировой войны в звании лейтенанта, а в 1916 году получил звание капитана, в 1917 году был ранен. 8 марта 1917 года был демобилизован.
Дивизиа после демобилизации вернулся и закончил своё обучение в Национальной школе мостов и дорог, получил степень бакалавра на юридическом факультете в Париже.
В 1922—1928 годах был инженером в управлении национальной навигации. С 1930 года работал в министерстве национального образования Франции. Был профессором Политехнической школы в Париже, где он стал преемником Климента Колсона, в Национальной консерватории искусств и ремесел в 1929—1959 годах, профессором по экономике в Национальной школе мостов и дорог в 1932—1950 годах.
Дивизиа был членом, вице-президентом в 1931 году и вторым президентом Эконометрического общества в 1935 году, членом и президентом Парижского статистического общества в 1939 году, членом Международного эконометрического общества с 1933 года, членом Американской статистической ассоциации, членом Американской ассоциации содействия развитию науки, иностранным членом Национальной академии деи Линчеи с 1951 года.
Франсуа Дивизиа умер 6 февраля 1964 года в Париже.
Семья
Франсуа Дивизиа женился 9 сентября 1913 года на Маргарите Агаррат, у которых родились близнецы Денис и Фрэнсис 7 июня 1914 года.

## Награды
За свои достижения был награждён:
- 20 августа 1917 года — кавалер Ордена Почётного легиона.